# Полтавский академический областной театр кукол
Полтавский академический областной театр кукол (укр. Полтавський академічний обласний театр ляльок) — областной театр кукол в городе Полтаве Полтавской области Украины.
Директор учреждения — Витряк Татьяна, главный художник — Козуб Виктор Михайлович, художник-постановщик — Заслуженный художник Украины Василий Безуля.

## История
Полтавский областной театр кукол основан в 1939 году. Идея создания в Полтаве театра для детей появилась у первого его директора М. Заславского. Реализовать ее оказалось нелегко, вот как об этом и первые шаги творческого коллектива вспоминал его основатель:
	«Возникло много вопросов по созданию театра: где брать пьесы, куклы, декорации. За помощью я обратился в Республиканский кукольный театр. Там меня познакомили с Тобилевич, которая очень помогла в организации нашего театра. Художник Р. Марголина сделала эскизы декораций и кукол к первому спектаклю. Киевские товарищи рекомендовали профессионалов-кукольников Ивана и Ларису Проничевых. 26 сентября 1938 года мы получили бывшее помещение книжного магазина по улице Европейская , 21. 29 октября 1938 года театр показал первый спектакль «Иван и Воля» Е. Яворского».	
Первым режиссером и художественным руководителем театра стала артистка Республиканского театра кукол — Зина Пигулович. В первый год работы вновь творческого коллектива были поставлены такие постановки как: «Волшебная елка», «Три поросенка», «Гусенок». Серьезным достижением в творчестве молодого театра стали спектакли по классическим произведениям — «Запорожец за Дунаем» Семена Гулака-Артемовского и «Коза-Дереза» Николая Лысенко .
Развитию заведения способствовало пополнение творческого состава новыми молодыми актерами: Л. Костенко, Н. Холодий, С. Розенгурт, Г. Никоненко, В. Лукашевич, А. Даниско, Л. Литвин, М. Долуда-Кондратьева, Ю. Кондратьев.
Немецко-советская война застала коллектив Полтавского театра кукол в Лубнах, где он находился на гастролях. Заведение было расформировано, поэтому деятельность на время боевых действий прекращена.
После освобождения Полтавы от немецко-фашистских захватчиков в 1943 году Полтавский областной театр кукол возобновил свою работу. Сначала — при областной филармонии, а в декабре 1944 года — начинает работать самостоятельно. Некоторое время театр размещался по адресу: переулок Гончарный, 10, а в ноябре 1946 года областной исполком передает театру детской библиотеки при школе № 1 по улице Ванцетти, 8.
В послевоенное время директором театра стал Михаил Золотарев, а режиссером и художественным руководителем актриса театра Лидия Костенко. В это время работали талантливые художники Корней Посполитак (1945-57 годы) и заслуженный работник культуры УССР Е. Орлова (1957-82 гг.), актеры Л. Широкова, А. Трафимюк, В. Маренич, А. Гресь.
В 1960 году театр наконец-то получил стационарное помещение. А в сентябре следующего, 1961 года, после капитального ремонта, заведение отпраздновало введение в помещении по улице Октябрьской, 16. В этот период «лицом» театра являются актеры Дина Карюк, Лидия Широкова, Галина Нестеренко, Николай Борисов, Юлий Кондратьев, Алла Дубова, Александр Неласий, Екатерина Бугайчук, Кира Гутыря, Виктор Чернявский. В театре ставятся новые постановки и творческие мероприятия (встречи, праздники), коллектив активно гастролирует (исключительно в СССР).
Начиная с 1978 директором Полтавского областного театра кукол является С. Николаева.
Значительным событием этого периода стало строительство и открытие 22 марта 1983 года по улице Пушкина (ныне ул. Юлиана Матвийчука) нового просторного, специально оборудованного помещения «Сказочный дворец» для Полтавского областного театра (первое такое здание в Украине).
В 1985-91 годы театром руководит П. Рямов. С заведением работают такие театральные корифеи как народный артист Украины Мирошниченко и заслуженный артист Украины Кашперский.
1990 коллектив Полтавского театра кукол награжден областной премией им. П. Артеменко. В этом же году творческий коллектив (впервые за время своего существования) отбывает с гастролями за границу (в Польшу).
С 1991 директором театра был заслуженный работник культуры Украины В. Пилипенко, а с 1992 главным режиссером заведения стал заслуженный артист Украины А. Поляк. В 1997-99 гг . театр принимал участие в Международном фестивале «Белгородская забава» и Международном фестивале в городе Тегеране (Иран) .
С 2002 года в должности директора Полтавского областного театра кукол Ирина Черникова.
Согласно Приказу Министерства культуры и туризма Украины от 12 ноября 2009 года театру присвоен статус академического, с тех пор официальное название заведения — Полтавский академический областной театр кукол.

## Современный репертуар и деятельность
В 2000-е годы репертуар Полтавского областного театра кукол пополнился такими спектаклями как: «Рождественская Ночь», «Тигрёнок Петя», «Крылья для Дюймовочки», «Русалочка», «Лесная песня», «Антигона», «Пан Коцкий» в наше время [ когда? ] современная (2009 год) афиша включает в себя 18 спектаклей для детей и 2 для взрослых.
Театр постоянно участвует в гастролях, театральных мероприятиях, в том числе и фестивалях, организует своими силами разнообразные творческие встречи и культурные мероприятия. С гастролями Полтавский областной театр кукол выезжал в Сербию , Беларусь , Россию , Германию , Китай , Польшу , Литву , Турцию , Тунис .